# Micheline Banzet-Lawton
Pour les articles homonymes, voir Banzet et Lawton.
Micheline Banzet-Lawton, née Marceline Banzet le 18 novembre 1923 à Paris et morte le 23 août 2020 à Bordeaux, est une animatrice de télévision et productrice et animatrice de radio française.
Elle est surtout connue du grand public pour avoir présenté, de 1983 à 1997, La Cuisine des mousquetaires auprès de Maïté.

## Biographie
Passionnée de musique dès son enfance, elle fait ensuite de brillantes études au Conservatoire supérieur de musique de Paris. Elle y obtient plusieurs prix dans les classes de violon et d’écriture : premier prix de violon, premiers prix d’harmonie, de contrepoint et de fugue. Elle devient alors violoniste professionnelle,.
Elle épouse après la guerre Hubert Cruse, un Bordelais avec qui elle a trois enfants, Didier, Jean-Paul et Claire. Après la mort brutale de son mari de la poliomyélite en 1950, elle épouse Hugues Lawton (1926-1999), négociant en vins de Bordeaux, avec qui elle a un fils, Pierre.
Elle participe à la fondation de France Musique, où elle reçoit de grandes personnalités, telles que Maria Callas ou le chef d'orchestre Herbert von Karajan, dans l’émission Trois jours Avec,.
Elle anime, aux côtés de Maïté, l'émission culinaire La Cuisine des mousquetaires, de 1983 à 1997 sur FR3 Aquitaine, puis FR3 devenue France 3.
Elle meurt à l'âge de 96 ans le 23 août 2020 à Bordeaux, et est inhumée au cimetière protestant de cette même ville.